# Cantó de Toló-2
El cantó de Toló-2 és un cantó francès del departament de la Var, situat al districte de Toló. Compta amb part del municipi de Toló.

## Municipis
- Toló

## Història
| Data d'elecció                           | Identitat        | Partit                     | Qualitat |
| ---------------------------------------- | ---------------- | -------------------------- | -------- |
| 1967-1973                                | Pierre Pouyade   | RPF                        |          |
| 1967-1973                                | Pierre Pouyade   | UDR                        |          |
| 1973-1979                                | M. Seguin        | Divers droite, després UDF |          |
| 1979-1985                                | Danièle De March | PCF                        |          |
| 1985-1998                                | Émile Granier    | UDF                        |          |
| 1998-                                    | Bruno Maranzana  | PS                         |          |
| les dades anteriors no són pas conegudes |                  |                            |          |
|                                          |                  |                            |          |

| 1962 | 1968 | 1975 | 1982 | 1990   | 1999   | 2006   |
| ---- | ---- | ---- | ---- | ------ | ------ | ------ |
| -    | -    | -    | -    | 24.018 | 24.431 | 25.071 |